# Молодіжна збірна Швейцарії з хокею із шайбою
Молодіжна збірна Швейцарії з хокею із шайбою (нім. Schweizer U20-Eishockeynationalmannschaft, італ. Nazionale Under-20 di hockey su ghiaccio maschile della Svizzera) — національна молодіжна команда Швейцарії, складена з гравців віком не більше 20 років, що представляє країну на міжнародних змаганнях з хокею із шайбою. Опікується командою Швейцарський хокейний союз.

## Історія
Молодіжна збірна Швейцарії є постійним учасником чемпіонатів світу серед молоді, дебютувала на чемпіонаті світу 1977 року матчем проти збірної СРСР (1:18), посіли останнє восьме місце. До середини 1980-х років минулого століття збірна чергувала виступи у топ-дивізіоні та групі «В». Зміни почались з чемпіонату 1986 року, збірна Швейцарії відіграла два сезони у топ-дивізіоні але потім три роки у групі «В» та поява в топ-дивізіоні 1991 року, саме з цього року швейцарці є постійними учасниками чемпіонатів світу на найвищому рівні (за винятком 1993, 1995 та 2009). На чемпіонаті світу 1998 року швейцарці вибороли єдині на даний час бронзові медалі.

## Результати на чемпіонатах світу
- 1978 – 8 місце
- 1979 – 1 місце (Група «В»)
- 1980 – 8 місце
- 1981 – 1 місце (Група «В»)
- 1982 – 8 місце
- 1983 – 1 місце (Група «В»)
- 1984 – 8 місце
- 1985 – 1 місце (Група «В»)
- 1986 – 7 місце
- 1987 – 6 місце
- 1988 – 3 місце (Група «В»)
- 1989 – 2 місце (Група «В»)
- 1990 – 1 місце (Група «В»)
- 1991 – 7 місце
- 1992 – 8 місце
- 1993 – 1 місце (Група «В»)
- 1994 – 8 місце
- 1995 – 1 місце (Група «В»)
- 1996 – 9 місце
- 1997 – 7 місце
- 1998 – 3 місце
- 1999 – 9 місце
- 2000 – 6 місце
- 2001 – 6 місце
- 2002 – 4 місце
- 2003 – 7 місце
- 2004 – 8 місце
- 2005 – 7 місце
- 2006 – 7 місце
- 2007 – 7 місце
- 2008 – 8 місце
- 2009 – 1 місце (Дивізіон І Група «А»)
- 2010 – 4 місце
- 2011 – 5 місце
- 2012 – 8 місце
- 2013 – 6 місце
- 2014 – 7 місце
- 2015 – 9 місце
- 2016 – 9 місце
- 2017 – 7 місце
- 2018 – 8 місце
- 2019 – 4 місце
- 2020 – 5 місце
- 2021 – 9 місце
- 2022 – 8 місце
- 2023 – 7 місце
- 2024 – 7 місце
- 2025 – 8 місце